# Bensersiel

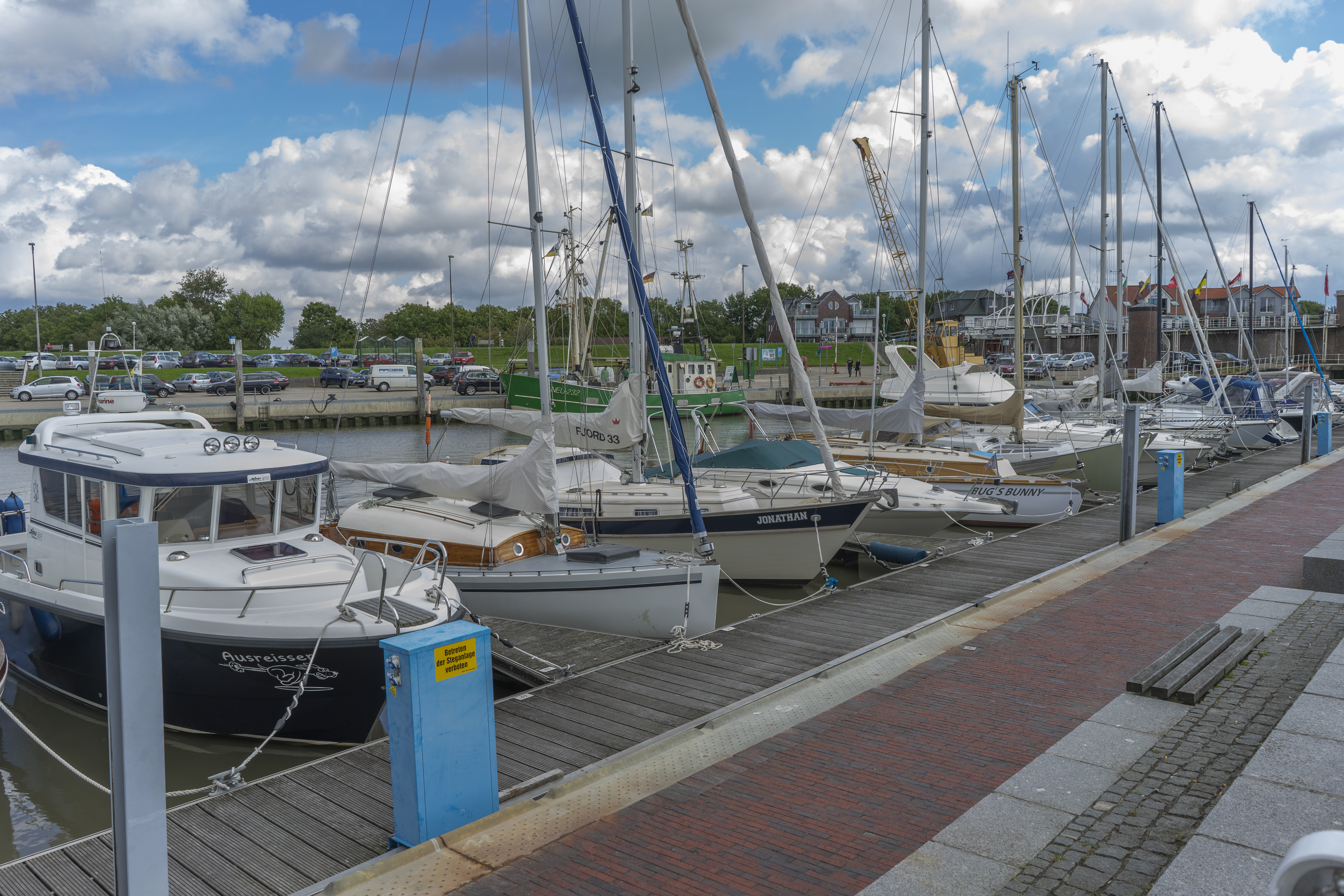
Der Yachthafen im Nordseeheilbad Bensersiel

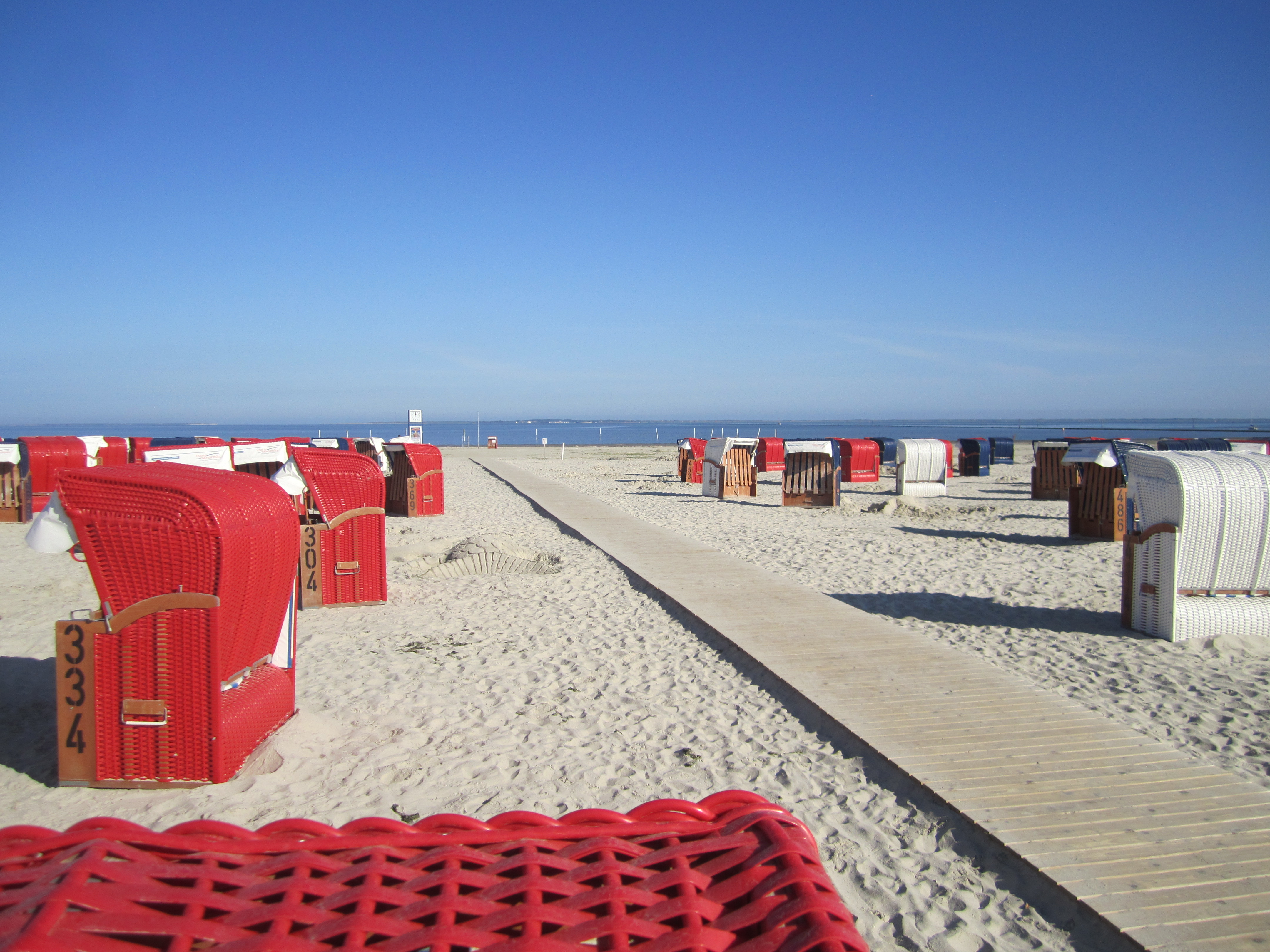
Der Strand im Nordseeheilbad Bensersiel an einem frühen Sommermorgen

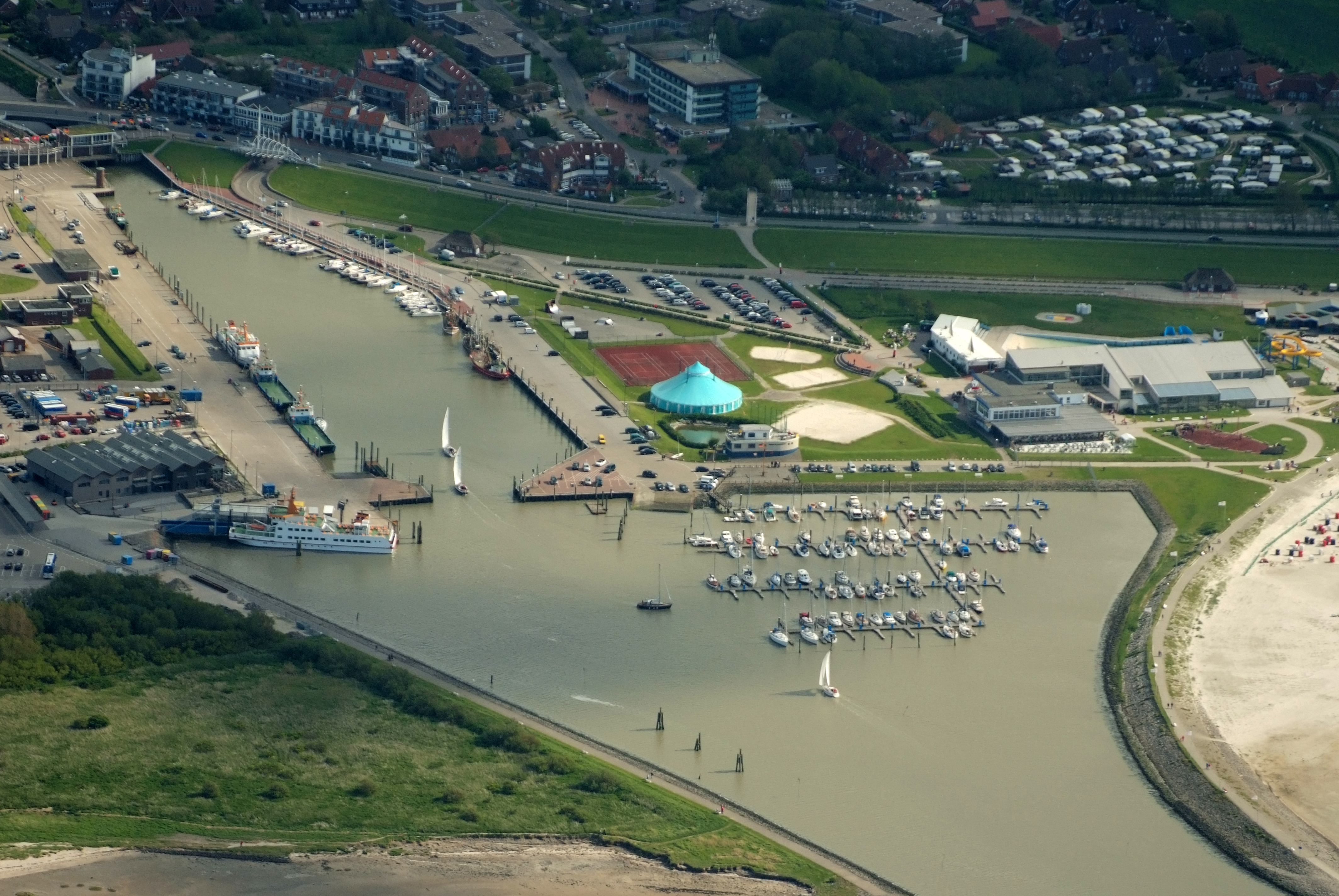
Luftbild vom Hafen Bensersiel

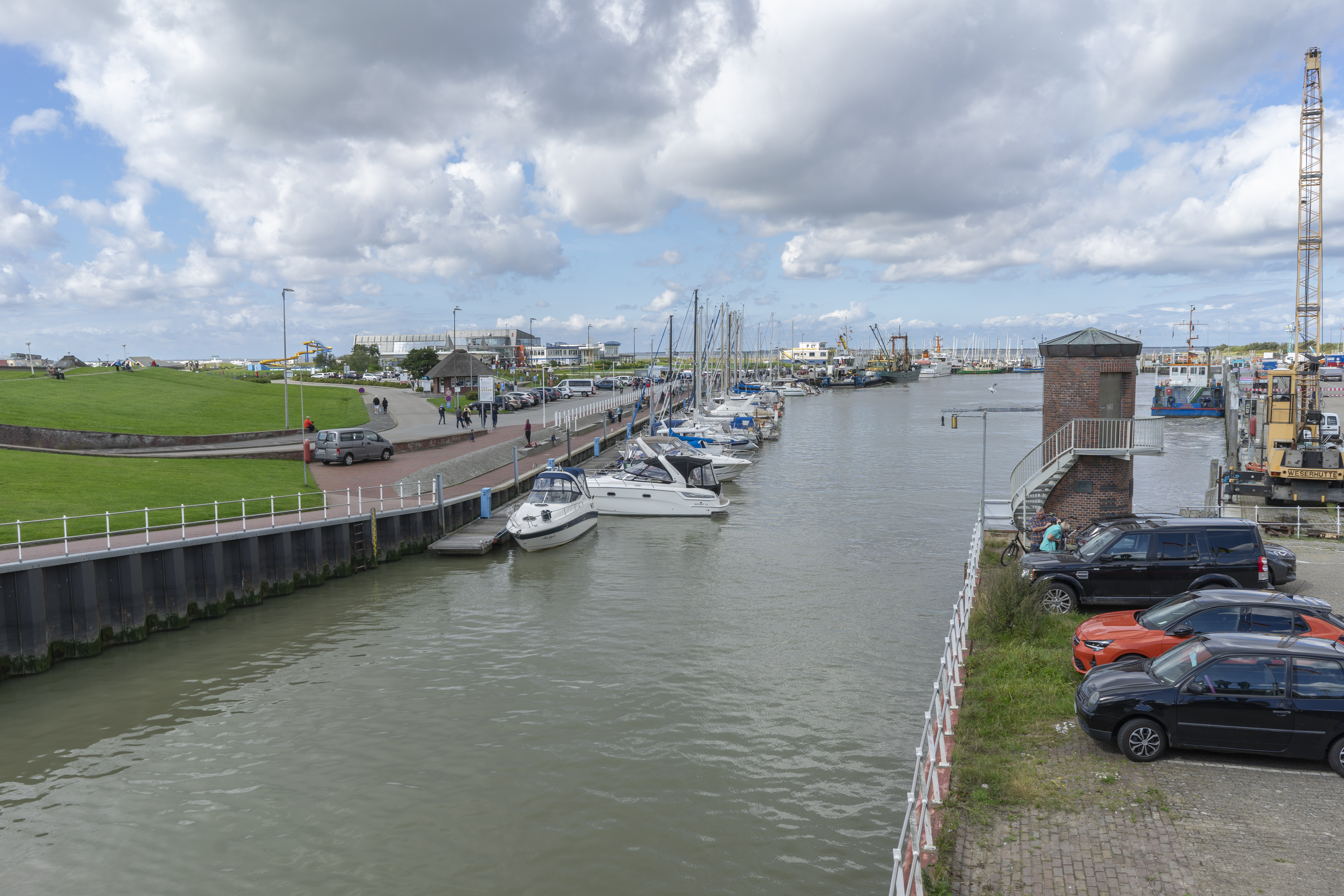
Hafen Bensersiel, im Hintergrund die Fähre nach Langeoog

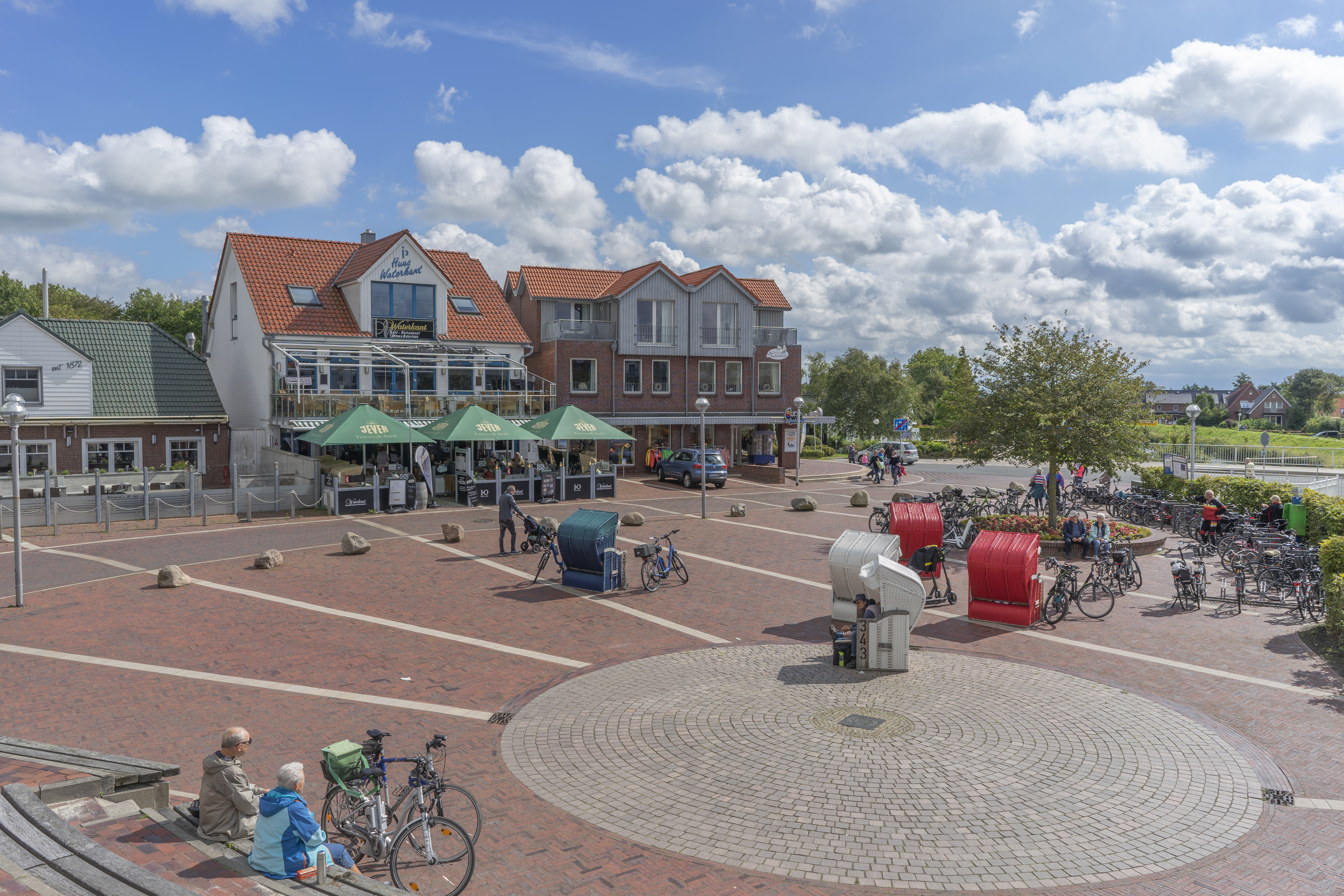
Platz am Bensersieler Hafen

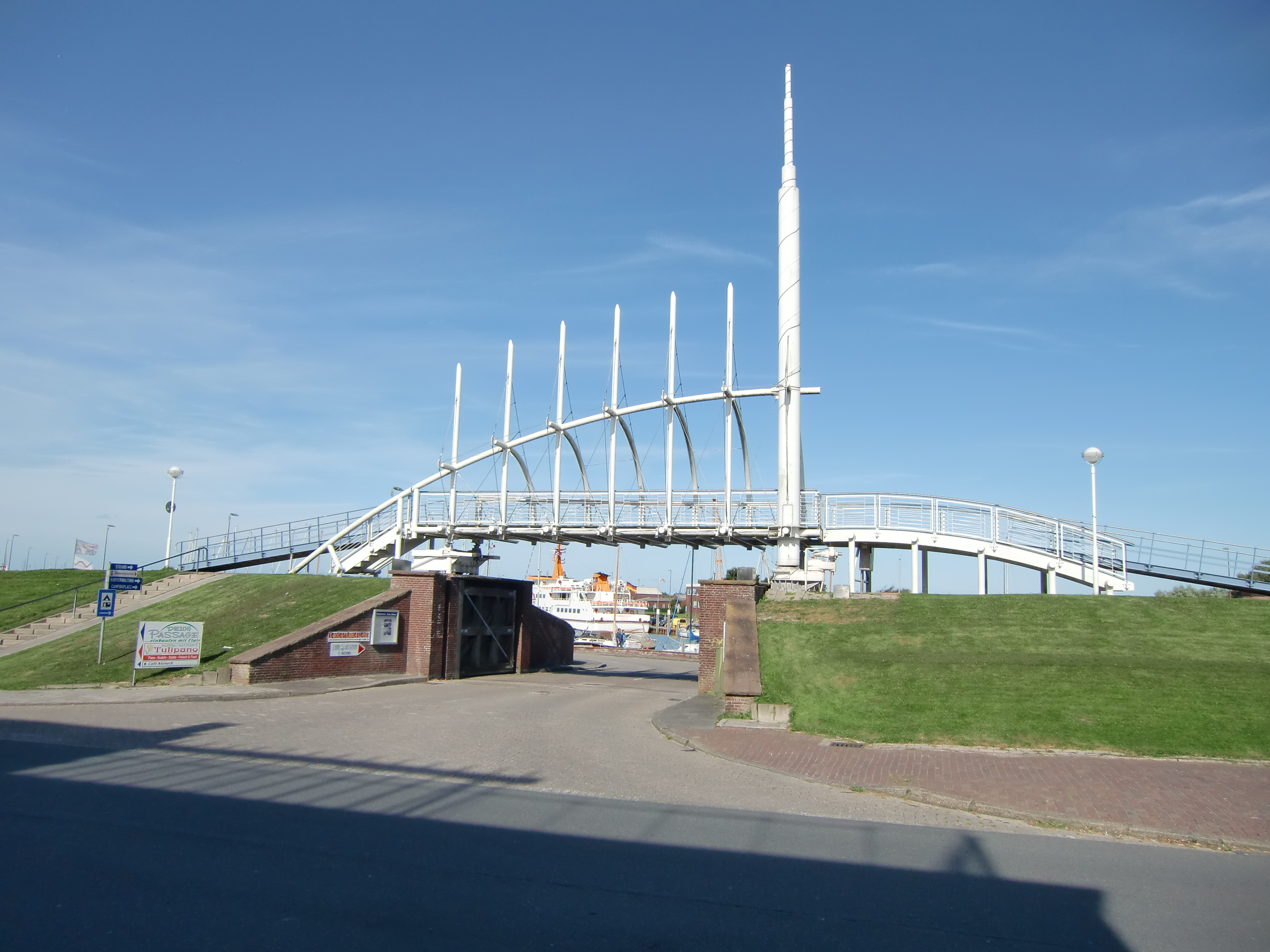
Moderne Deichbrücke über das Deichschart in Bensersiel

Bensersiel ist ein Nordseeheilbad in Ostfriesland und ein Ortsteil der ostfriesischen Kleinstadt Esens in Niedersachsen.

## Lage
Der Ort liegt an der nördlichen Küste Ostfrieslands an der Nordsee, etwa 4 Kilometer nordwestlich der Stadt Esens, 25 Kilometer östlich der Stadt Norden, 23 Kilometer nordöstlich von Aurich und gut 40 Kilometer nordwestlich von
Wilhelmshaven. Bensersiel liegt am Benser Tief, einem weit in das Binnenland hineinführenden Sielzug, der die südlich gelegenen Marschen entwässert. Bensersiel liegt südlich der Insel Langeoog, wohin vom Hafen Bensersiel aus tideunabhängig mehrfach täglich eine Personenfähre verkehrt.

## Geschichte
Der Ortsteil Westbense ist der Überrest des vermutlich 1570 untergegangenen Kirchdorfes Bense. Dieses lag im Mittelalter etwa 600 Meter weiter nördlich im Bereich des heutigen Wattenmeeres hinter einem Deich. Im Jahr 1420 wird die Kirche von Westbense noch im Stader Copiar erwähnt, auf der Karte von Ubbo Emmius aus dem Jahr 1592 wird Westbense als Dorf auf einer Hallig vor der Küste gezeigt. Der Rest des Kirchspiels wurde zur Magnuskirche nach Esens eingemeindet.
Die Gemeinde Westbense im Landkreis Wittmund, zu der auch der Ort Bensersiel gehörte, wurde am 23. Dezember 1938 in Bensersiel umbenannt. Die Gemeinde Bensersiel wurde am 1. Juli 1972 in die Stadt Esens eingemeindet.

## Infrastruktur

### Umgehungsstraße
Seit Mai 2011 entlastet eine zwei Kilometer lange Umgehungsstraße den Ortskern vom überörtlichen Verkehr. Mit Urteil des Niedersächsischen Oberverwaltungsgerichts vom 10. April 2013 wurden allerdings die beiden Bebauungspläne 72 und 72a der Straße für rechtsunwirksam erklärt, da die Entlastungsstraße in einem „faktischen Vogelschutzgebiet“ im Sinne der Vogelschutzrichtlinie verläuft. Das Urteil wurde durch das Bundesverwaltungsgericht am 13. Januar 2014 bestätigt. Dem Rat der Stadt Esens und der Verwaltung waren bei den Abstimmungen zu den Bebauungsplänen der Status „faktisches Vogelschutzgebiet“ bekannt, entsprechende Einwendungen von Naturschutzverbänden im Beteiligungsverfahren wurden nicht berücksichtigt. Am 16. Juni 2017 wurde die Straße wegen ihres unklaren Rechtsstatus für den Verkehr gesperrt. Die jahrelang nicht nutzbare Straße wurde vom Bund der Steuerzahler Deutschland kritisiert.
Das betreffende Gebiet wurde schließlich vom Landkreis Wittmund als Natura-2000-Landschaftsschutzgebiet ausgewiesen, was Bauvorhaben unter strengen Auflagen erlaubt (anders als bei einem Naturschutzgebiet) und die Straße somit nachträglich doch noch legalisieren könnte. Das Gebiet wurde zuvor zwar bereits von der EU als Vogelschutzgebiet ausgewiesen, vom Land Niedersachsen bisher aber nicht offiziell benannt, wodurch der genaue rechtliche Status des Gebietes unklar war. Dadurch wurde der rechtliche Status des Gebietes nun genau festgelegt, womit nicht die strengeren Bestimmungen eines Naturschutzgebietes, sondern die weniger strengen Bestimmungen eines Landschaftsschutzgebietes anzuwenden sind. Das Oberverwaltungsgericht Lüneburg erklärte dies im Jahr 2019 für rechtens.
Die Frage, ob die Straße legal ist, wurde bisher jedoch nicht geklärt. Hierzu beschloss im April 2018 die Stadt Esens den Bebauungsplan 89, durch den die Straße auf Basis der Bestimmungen des neu ausgewiesenen Landschaftsschutzgebiets erneut geplant wird, so als ob es sie noch gar nicht gäbe. Dieser neue Bebauungsplan wurde wiederum ebenfalls Gegenstand gerichtlicher Auseinandersetzungen.
Am 2. November 2020 gab Esens Bürgermeisterin Karin Emken gemeinsam mit Stadtdirektor Harald Hinrichs bekannt, dass in der vorangegangenen Woche mit dem Eigentümer der bislang strittigen Flächen eine Einigung erzielt worden sei. Demnach erwirbt die Gemeinde die Flächen zu einem nicht näher benannten Kaufpreis. Im Gegenzug wird der bisherige Eigentümer seine Klagen vor dem Oberverwaltungsgericht Lüneburg gegen den neuen Bebauungsplan sowie den Landgerichten Aurich und Hannover bezüglich der Nutzungs- und Durchschneidungsentschädigungen zurückziehen.
Am 15. März 2021 wurde die Straße wieder für den Verkehr freigegeben.

### Weiteres
Bensersiel liegt an der Grünen Küstenstraße, einer überwiegend gut ausgebauten Landesstraße, die die Urlaubsorte an der Küste Ostfrieslands miteinander verbindet. Am Hafen von Bensersiel endet auch die Landesstraße, die von der Bundesstraße 210 (Aurich–Wilhelmshaven) abzweigt und um Esens herum bis Bensersiel führt. Die nächsten Autobahnanschlussstellen befinden sich bei Wilhelmshaven (A 29), Westerstede (A 28) und Emden (A 31).
Bahnhöfe von überregionaler Bedeutung befinden sich in Bremen und Oldenburg. Zwischen Sande oder Wilhelmshaven und dem südlich der Stadt gelegenen Haltepunkt Esens verkehrt stündlich eine Regionalbahn. Bis zum 29. Mai 1983 führte die Strecke als Ostfriesische Küstenbahn weiter über Dornum und Hage nach Norden. Zwischen Bensersiel und Esens bestand bis zur Einstellung am 6. Februar 1967 Personenverkehr auf der Kleinbahn Leer–Aurich–Wittmund.
Der nächste bedeutende Flughafen ist der Flughafen Bremen. Von den Flugplätzen bei Norddeich und Harlesiel/Carolinensiel werden Flüge zu einigen der ostfriesischen Inseln und nach Helgoland angeboten.
Auf beiden Seiten des Benser Außentiefs stehen Aussichtspunkte für Touristen zur Verfügung.

### Parkanlage

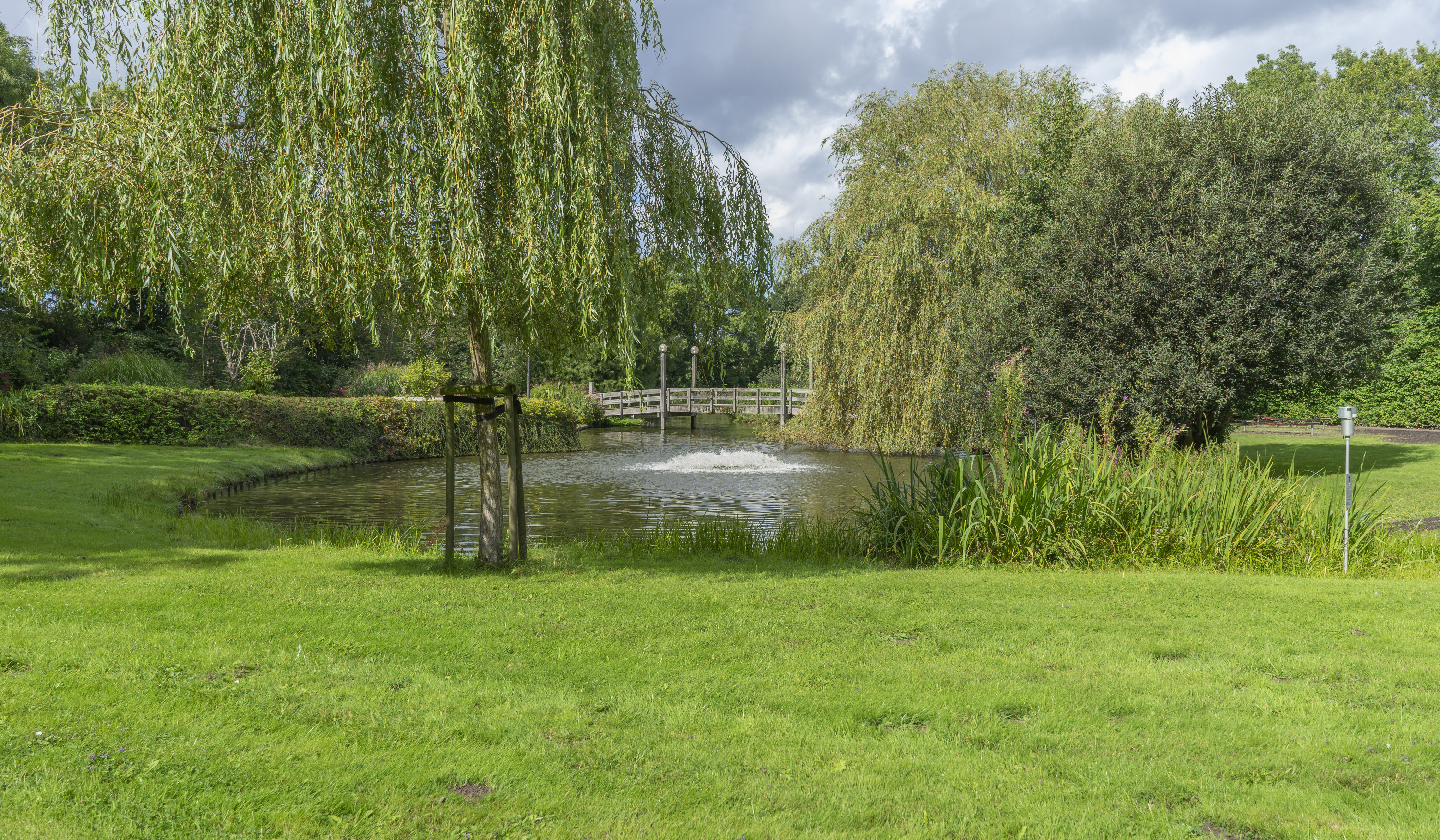
Teichanlage des Von-Thünen-Parks.

Südöstlich des Bensersieler Hafens befindet sich der Von-Thünen-Park. Diese Parkanlage beinhaltet unter anderem einen Teich und eine Statue eines Boßelspielers. Namenspatronen sind die Geschwister von Thünen, die in der Landwirtschaft vor Ort tätig waren.

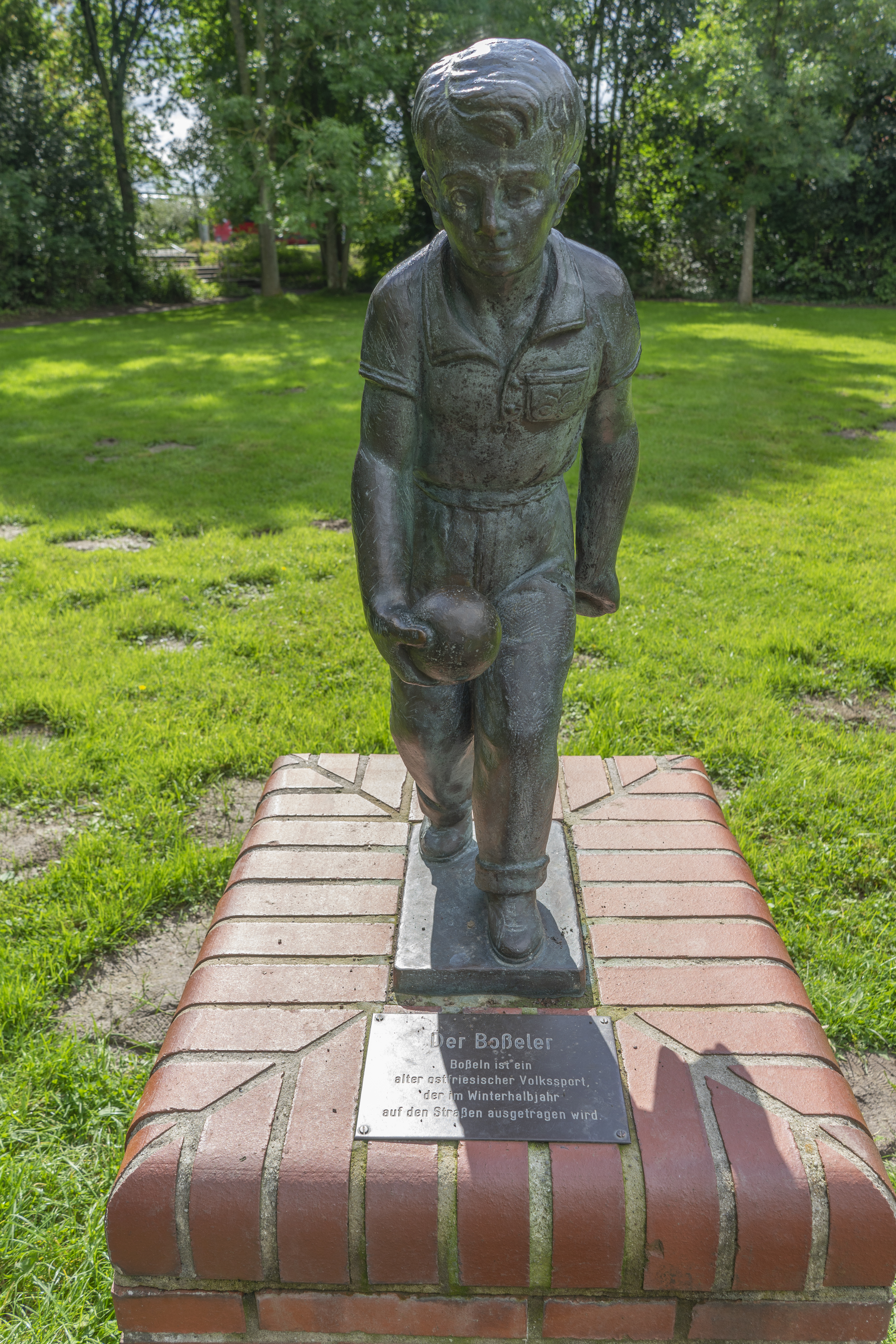
Boßelstatue. Boßeln ist eine Sportart in Ostfriesland.

## Wirtschaft und Tourismus
Die noch bis zur Mitte des 20. Jahrhunderts prägende Landwirtschaft spielt heutzutage in Bensersiel keine Rolle mehr. Auch Industriebetriebe sind nicht vorhanden. Heute ist der Fremdenverkehr die Grundlage der lokalen Wirtschaft.
Bensersiel bietet zahlreiche Übernachtungsmöglichkeiten in Hotels, Gasthöfen, Privatquartieren, Appartements und Ferienwohnungen. Westlich des Ortes befindet sich ein weitläufiger Campingplatz. Es gibt einen Grünstrand sowie einen künstlich angelegten Sandstrand. Der Ort besitzt zwei Schwimmbäder. Das direkt am Meer liegende Meerwasserfreibad mit einer 80 Meter langen Rutsche ist witterungsabhängig in der Saison von Mai bis September geöffnet. Das überdachte und ganzjährig geöffnete Freizeit- und Erlebnisbad „Nordseetherme“ verfügt über fünf Becken mit unterschiedlichen Tiefen und drei Rutschen sowie eine abwechslungsreiche Saunalandschaft. Im Ortszentrum befinden sich einige Gaststätten sowie mehrere Einzelhandelsgeschäfte. Die Parkplätze sind gebührenpflichtig. Für den Zutritt zum Strand wird eine Gebühr erhoben, wenn Personen keine Kurkarte besitzen.
Im Jahre 2012 wurden in Esens/Bensersiel 135.302 Gäste und 834.504 Übernachtungen gezählt.

## Trivia
- Robert Erskine Childers Spionageroman Das Rätsel der Sandbank von 1903 spielt u. a. in Bensersiel wie auch die Verfilmung Bei Nacht und Nebel von 1979.